# Bobby Jindal
Piyush „Bobby” Jindal (ur. 10 czerwca 1971 w Baton Rouge, Luizjana) – amerykański polityk Partii Republikańskiej; członek Izby Reprezentantów USA (2005-2008); gubernator stanu Luizjana (od 14 stycznia 2008 do 11 stycznia 2016). Z wykształcenia politolog.

## Dzieciństwo i młodość
Jindal jest synem hinduskich emigrantów, którzy przybyli do USA w 1970. Używane imię „Bobby” pochodzi od bohatera ulubionego serialu telewizyjnego, nadał je sobie w wieku czterech lat. Wychowany w wierze hinduistycznej, jako nastolatek przeszedł na katolicyzm.

## Kariera polityczna
W wieku 24 lat stanął na czele stanowego Departamentu Zdrowia i Szpitali. W latach 2001–2003 był zastępcą sekretarza zdrowia w rządzie federalnym.
4 października 2003 roku wystartował w wyborach na gubernatora stanu Luizjana. Zdobył najwięcej głosów (443 389), co stanowiło 33% ogólnej ilości głosów. Wraz z Demokratką, Kathleen Blanco (18%) wszedł do drugiej tury. W głosowaniu 15 listopada zdobył 676 484 głosów, co stanowiło jedynie 48%.
Rok później, 2 listopada 2004 wystartował w wyborach do Izby Reprezentantów Stanów Zjednoczonych z 1. okręgu stanu Luizjana. W głosowaniu otrzymał 225 708 (78%). Został tym samym drugim w historii amerykańskim Hindusem wybranym do Izby (pierwszym był Dalip Singh Saund, Demokrata reprezentujący 29. okręg wyborczy Kalifornii w latach 1957–1963).
Ponownie został wybrany w wyborach przeprowadzonych 7 listopada 2006. Choć otrzymał znacznie mniej głosów niż poprzednio (130 508), stanowiło to aż 88% ogólnej liczby. Swój mandat w Izbie sprawował do 14 stycznia 2008, kiedy to zrezygnował na rzecz fotela Gubernatora Luizjany. Wymieniany jest przez media jako ewentualny kandydat w wyborach prezydenckich w 2012 lub w 2016.
Był wymieniany jako ewentualny kandydat na wiceprezydenta u boku Johna McCaina w wyborach 2008.

### Gubernator
Po raz drugi w wyborach na Gubernatora wystartował 20 października 2007. Tym razem już w pierwszej turze pokonał rywali otrzymując 54% głosów (699 672).
Jindal jest pierwszym Amerykaninem pochodzenia hinduskiego wybranym na urząd gubernatora w historii Stanów Zjednoczonych. Urząd objął 14 stycznia 2008. Jako gubernator podpisał ustawę o przymusowej kastracji pedofilów.
Jindal wspólnie z kilkoma innymi gubernatorami odmówił przyjęcia rządowych funduszy w ramach programu antykryzysowego przygotowanego przez administrację prezydenta Baracka Obamy.
W styczniu 2010 r. podpisał egzekucję skazanego mordercy, Geralda Bordelona.

### Poglądy polityczne
Jindal należy do konserwatywnego społecznie i liberalnego gospodarczo skrzydła Partii Republikańskiej. Przeciwnik polityki gospodarczej prezydenta Obamy. Jest również przeciwnikiem legalności aborcji i małżeństw homoseksualnych, zarzuca się mu popieranie nauczania kreacjonizmu w szkołach.